# 후지와라 북가
후지와라 북가(일본어: 藤原 北家 후지와라 홋케[*])는 나라 시대의 우대신 후지와라노 후히토의 차남 후지와라노 후사사키를 중시조로 하는 후지와라씨의 지류이다. 후지와라 사가의 하나로서, 중시조 후사사키의 자택이 그 형 무치마로(후지와라 남가의 중시조)의 자택의 북쪽에 위치한 데서 이름이 유래했다. 오대 섭관가가 여기서 배출되었으며, 헤이안 시대 섭관정치 시기의 지배 씨족으로 군림했다.

## 같이 보기
- 오슈 후지와라씨
- 후지와라 남가
- 후지와라 식가
- 후지와라 경가
- 후지와라씨